# L'inverno del disegnatore
L'inverno del disegnatore (El invierno del dibujante) è un graphic novel scritto e disegnato dal fumettista spagnolo Paco Roca. 
Pubblicato inizialmente in Spagna dalla casa editrice Astiberri Ediciones nel 2010, Tunué ne ha curato l'edizione italiana l'anno seguente inserendolo nella collana Prospero's Books.
Ambientato a Barcellona nella Spagna franchista, il graphic novel racconta la storia di cinque disegnatori in ribellione contro la realtà editoriale del tempo, che negava agli autori i diritti sulle proprie storie e personaggi.

## Trama

I disegnatori tornano alla casa editrice Bruguera dopo il fallimento di Tío Vivo.

Nell'inverno del 1958 quattro disegnatori di fumetti (Josep Escobar, Guillermo Cifré, José Peñarroya e Carlos Conti) tornano a lavorare alla casa editrice Bruguera, diretta dal rigido Rafael Gonzàlez.
I loro sogni di indipendenza sono falliti miseramente: nella primavera del 1957, contestando le dure condizioni di lavoro dei fumettisti, costretti a cedere la proprietà delle tavole originali in cambio di denaro e impossibilitati a ricavare ulteriori guadagni dai diritti d’autore, i quattro artisti con l'aggiunta di Eugenio Giner si sono allontanati dalla casa editrice con l'intenzione di fondare una rivista autoprodotta, Tío Vivo.

Le ambizioni del gruppo non sono viste di buon occhio dai proprietari della Bruguera, i fratelli Pantaleòn e Francisco Bruguera, che interpretano l'abbandono come un "tradimento" alla famiglia costituita dall'editore e dai disegnatori suoi sottoposti. Incaricano l'avvocato della casa editrice, Francisco Gonzàlez Ledesma, di fare il possibile affinché il permesso di pubblicazione inviato dai disegnatori di Tío Vivo a Madrid venga negato. Nel frattempo Rafael Gonzàlez chiede a Manuel Vàzquez, fumettista ancora impiegato in Bruguera ma amico dei disegnatori di Tío Vivo, di indagare sui piani editoriali della rivista concorrente in cambio del ritiro della causa che l'editore intende aprire nei suoi confronti per ripetute frodi all'azienda.

Ledesma fallisce nell'intento di bloccare il permesso di pubblicazione, ma Francisco Bruguera intende arrivare in fondo alla faccenda: non può permettere che nasca un utile precedente per tutti i disegnatori, che seguendo l'esempio di Tío Vivo potrebbero iniziare a rivendicare i diritti di proprietà su tavole e personaggi. Minacciando distributori ed edicole di interrompere le collaborazioni con loro, Bruguera riesce a ostacolare la distribuzione di Tío Vivo.

L'intenzione dei fumettisti indipendenti di continuare la lotta per l'indipendenza ha vita breve: nel giro di un anno Tío Vivo chiude e i suoi autori tornano a Bruguera, con un cospicuo contratto monetario ma senza nessuno dei diritti per i quali hanno combattuto.
Anni dopo, un invecchiato Rafael Gonzàlez si dimette dal ruolo di direttore di Bruguera. La sua completa dedizione alla casa editrice lo ha allontanato dalla famiglia: la moglie non lo ama più e per le figlie non è che un estraneo. Gonzàlez rifiuta l'offerta della segretaria di chiamare un taxi. Può tornare a casa a piedi, senza fretta, poiché non lo aspetta nessuno.

## Genesi dell'opera
In un'intervista ad un blog spagnolo, Paco Roca ha dichiarato che L'inverno del disegnatore è stato concepito come omaggio alla casa editrice Bruguera, le cui pubblicazioni lo hanno introdotto alla carriera di disegnatore, ma ha ammesso di aver avuto difficoltà nel decidere in quale periodo della storia della casa editrice collocare il racconto. "Un'ipotesi era il tramonto della casa editrice, e quindi la sua fine", ha affermato l'autore nella medesima intervista, "ma in fase di documentazione mi sono imbattuto nella storia di Tío Vivo e mi sono accorto che era quello lo scorcio di Bruguera che volevo raccontare".

Paco Roca si è quindi imbarcato in un processo di accurata documentazione durata quasi un anno: per rappresentare in maniera plausibile un contesto geografico e storico a lui non familiare, come la Barcellona franchista, ha effettuato numerosi viaggi nella città, fatto ricorso a pellicole d'epoca e scatti del fotografo documentarista spagnolo Francesc Català Roca, e incontrato di persona alcuni dei protagonisti ancora in vita, come il fumettista Víctor Mora e Armonía, al tempo segretaria di Bruguera.

## Premi e riconoscimenti
L'inverno del disegnatore ha vinto i premi come migliore opera e migliore sceneggiatura al Salone Internazionale del Fumetto di Barcellona del 2011, nonché i premi come miglior opera nazionale e migliore sceneggiatura all'Expocómic di Madrid. Paco Roca è stato inoltre insignito del premio come miglior autore straniero nell'ottava edizione del Treviso Comic Book Festival tenutasi nel 2011.

## Edizioni
- Paco Roca, L'inverno del disegnatore, Latina, Tunué, 2011, ISBN 978-88-97165-11-8.
- Paco Roca, L'inverno del disegnatore, 2ª ed., Latina, Tunué, 2014, ISBN 978-88-6790-118-0.